# Kanton Petit-Bourg
Kanton Petit-Bourg (francouzsky Canton de Petit-Bourg) je francouzský kanton v departementu Guadeloupe v regionu Guadeloupe. Tvoří ho část obce Petit-Bourg a obec Goyave.